# Ratanaworabhan-Altwelt-Fruchtfledermaus

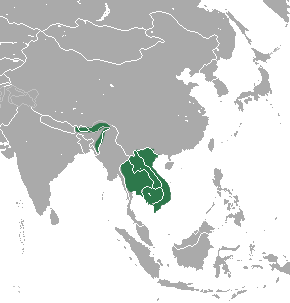
Verbreitungsgebiet der Ratanaworabhan-Altwelt-Fruchtfledermaus

Die Ratanaworabhan-Altwelt-Fruchtfledermaus (Megaerops niphanae) ist ein in Südostasien verbreitetes Fledertier in der Familie der Flughunde. Das Typusexemplar stammt aus dem Landkreis Amphoe Pak Thong Chai im zentralen Thailand.

## Merkmale
Mit einer Kopf-Rumpf-Länge von 77 bis 90 mm, einer Unterarmlänge von 52 bis 63 mm und mit einem Gewicht von 22 bis 28 g entspricht diese schwanzlose Art, abgesehen von der Weißkragen-Altwelt-Fruchtfledermaus, etwa den anderen Gattungsmitgliedern in der Größe. Sie hat 10,5 bis 14 mm lange Hinterfüße und 16 bis 19 mm lange Ohren. Typisch für den Kopf sind eine längliche Schnauze mit rohrförmigen Nasenlöchern und eine Wulst auf der Unterlippe. Die hellbraunen Ohren weisen dunkle Kanten auf. Das Kurze Fell auf dem Kopf kann cremefarben oder hell graubraun sein. Die Haare der Oberseite sind grau an den Wurzeln und gelblich an den Spitzen, was ein gelb- bis hellbraunes Aussehen erzeugt. Dieser Flughund hat eine schmale Schwanzflughaut und einen kurzen Fersensporn (Calcar). Es kommen braune Flügel vor. Kennzeichnend für das Gebiss sind lange Schneidezähne im Oberkiefer, ein nadelförmiger erster oberer Prämolar und eine winzige untere Zahnreihe. Im vorderen Gaumen befinden sich sieben durchgehende Wülste, dahinter zwei geteilte Wülste und im hinteren Bereich ein oder zwei schmale Wülste. Der diploide Chromosomensatz enthält 26 Chromosomen (2n=26).

## Verbreitung und Lebensweise
Es sind zwei disjunkte Populationen vorhanden. Die erste in Bhutan, im westlichen Myanmar und in angrenzenden Gebieten von Indien, Nepal und China. Eine weitere Population bewohnt das nördliche Thailand, Laos, Kambodscha und Vietnam. Die Ratanaworabhan-Altwelt-Fruchtfledermaus lebt im Hügelland und in Gebirgen zwischen 100 und 2100 Meter Höhe. Sie hält sich in Laubwäldern, in Nadelwäldern, in Wäldern mit Unterwuchs aus Bambus sowie in angrenzenden Kulturlandschaften auf.
Wie der Name andeutet, ernährt sich dieser Flughund vorwiegend von Früchten. In Vietnam wurde im März ein Jungtier registriert, was eine Geburt im Januar oder Februar vermuten lässt. Andre Aspekte des Verhaltens entsprechen vermutlich nahen verwandten Flughunden.

## Gefährdung
Waldrodungen können sich regional negativ auswirken. Die IUCN listet die Art als nicht gefährdet (least concern) und nimmt eine stabile Gesamtpopulation an.